# La Gueuse
Pour les articles homonymes, voir Lawful Larceny.
Pour plus de détails, voir Fiche technique et Distribution.
La Gueuse (Lawful Larceny) est un film muet américain réalisé par Allan Dwan et sorti en 1923. 

## Fiche technique
- Titre original : Lawful Larceny
- Titre français : La Gueuse
- Réalisation : Allan Dwan
- Scénario : John Lynch, d'après une pièce de Samuel Shipman
- Chef opérateur : Harold Rosson
- Production : Famous Players-Lasky Corporation
- Distribution : Paramount Pictures
- Genre : Film dramatique
- Durée : 60 minutes
- Date de sortie :
  - États-Unis : 22 juillet 1923

## Distribution
- Hope Hampton : Marion Dorsey
- Conrad Nagel : Andrew Dorsey
- Nita Naldi : Vivian Hepburn
- Lew Cody : Guy Tarlow
- Russell Griffin : Sonny Dorsey
- Yvonne Hughes : Billy Van de Vere
- Dolores Costello : Nora
- Gilda Gray
- Florence O'Denishawn
- Alice Maison